# Tropidophorus partelloi
Espèce
Statut de conservation UICN

 LC  : Préoccupation mineure
Tropidophorus partelloi est une espèce de sauriens de la famille des Scincidae.

## Répartition

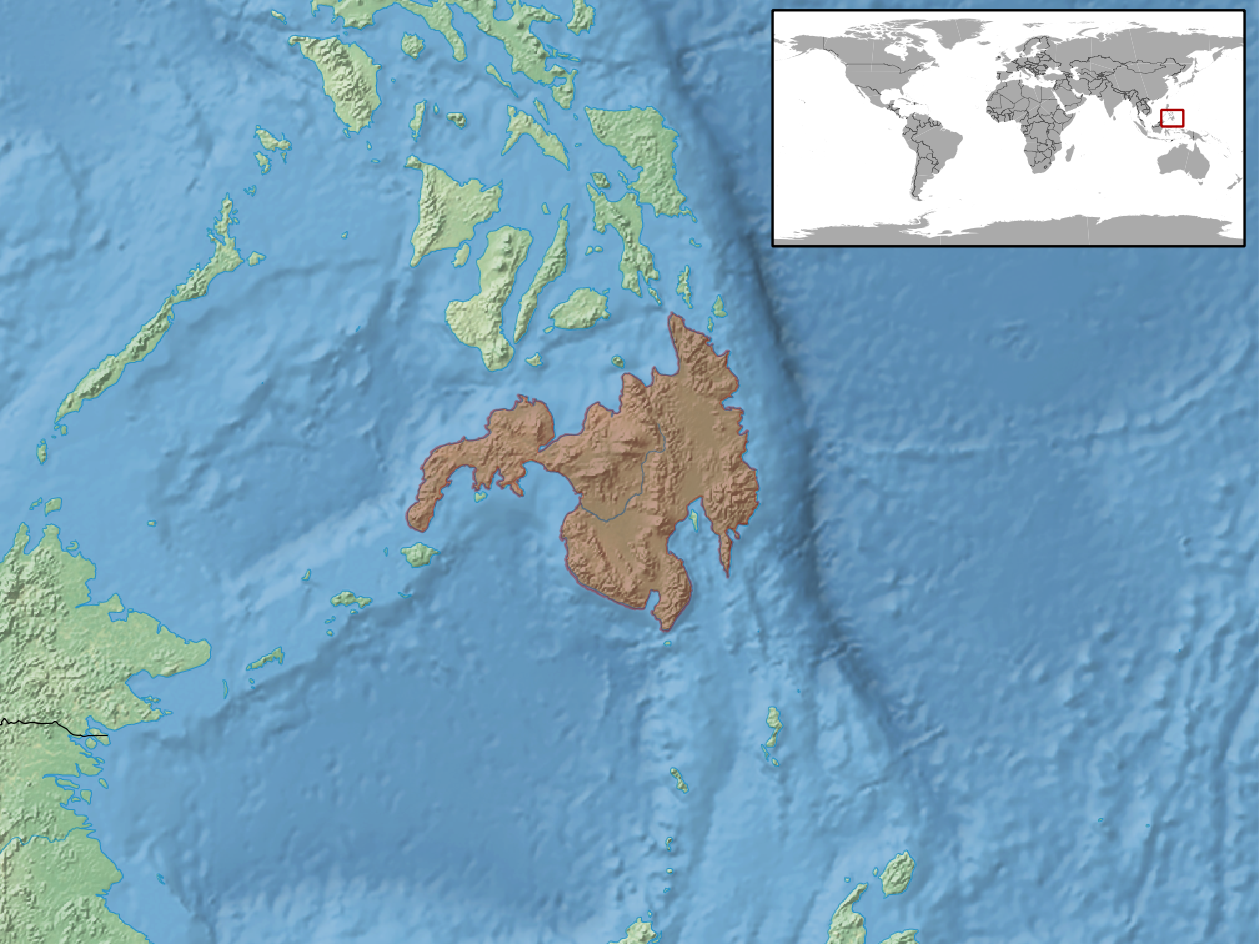
Répartition de l'espèce.

Cette espèce est endémique de Mindanao aux Philippines.

## Étymologie
Cette espèce est nommée en l'honneur de Joseph McDowell Trimble Partello (1851–1934).

## Publication originale
- Stejneger, 1910 : A new scincid lizard from the Philippine Islands. Proceedings of the United States National Museum, vol. 39, p. 97-98 (texte intégral).